# اصغر پناهی
1. مورد فهرست شماره‌ای

مهندس اصغر پناهی (زاده ۱۲۸۰ خورشیدی در تبریز) مقاطعه‌کار راه و ساختمان و نماینده تبریز در مجلس شورای ملی و عضو اتاق بازرگانی تهران بود.
پدرش حاج ابراهیم پناهی که از تجار و ملاکان بزرگ آذربایجان بود، او را در دوازده سالگی همراه با برادرانش به سرپرستی علی‌اکبر داور برای تحصیل به اروپا فرستاد. او پس از تحصیل در رشته مهندسی ساختمان در سال ۱۳۰۵ به ایران بازگشت و به مقاطعه‌کاری مشغول شد.
پناهی ضمن آنکه ریاست هیئت‌مدیره شرکت تولید و تصفیه روغن را عهده‌دار بود، رئیس هئیت‌مدیره شرکت ثابت پاسال نیز بود.
در جریان ساخت راه‌آهن ایران کارهای بسیاری به مهندس پناهی واگذار شد و ثروت زیادی به دست آورد و ارث قابل ملاحظه پدری را چندین برابر کرد. پس از  اشغال ایران در جنگ جهانی دوم وارد سیاست شد و پول زیادی به حزب توده داد تا در انتخابات دوره چهاردهم مجلس شورای ملی (سال ۱۳۲۲)، نام او را در لیست نامزدهای خود بگذراند.
بدین ترتیب پناهی به نمایندگی تبریز به مجلس شورای ملی راه یافت اما در مجلس به فراکسیون حزب توده نپیوست و پس از دوره چهاردهم نیز دیگر به مجلس نرفت و به مقاطعه‌کاری ادامه داد.

## ویلای پناهی
ویلای پناهی یکی از کارهای رولان دوبرول است که در حدود سال ۱۳۱۷ه.ش در خیابان انقلاب، حدفاصل خیابان وصال شیرازی و فلسطین، پلاک ۱۰۴۷ به سفارش اصغر پناهی یکی از پیمانکاران معروف دوره پهلوی ساخته شد. این بنا یکی از آثار دوره مدرنتیه است که توسط یک معمار خارجی در اواخر دوره پهلوی ساخته شده است.
ویلای پناهی بعد از انقلاب مصادره و یکی از نهادها در کشور مالک آن شد. 